# Сухоломово (Шекснинский район)
Сухоломово — деревня в Шекснинском районе Вологодской области.
Входит в состав сельского поселения Любомировского, с точки зрения административно-территориального деления — в Любомировский сельсовет.
Расстояние по автодороге до районного центра Шексны — 32 км, до центра муниципального образования Любомирово — 5 км. Ближайшие населённые пункты — Курьяково, Павликово, Борятино.
По переписи 2002 года население — 24 человека (11 мужчин, 13 женщин). Всё население — русские.